# یواس‌اس استاربورد یونیت (۱۹۱۸)
یواس‌اس استاربورد یونیت (۱۹۱۸) (به انگلیسی: USS Starboard Unit (1918)) یک کشتی بود که طول آن ۱۱۲ فوت ۰ اینچ (۳۴٫۱۴ متر) بود.